# Kraftudtag
Et Kraftudtag eller et P.T.O (PowerTakeOff) er et gear, der overfører energi til et redskab i stedet for at overføre den til et sæt hjul. På lastbiler driver motoren oftest en oliepumpe, der således leverer kraft til de hydrauliske dele af opbygningen. På en traktor består kraftudtaget af en aksel der stikker ud af bagenden. Denne aksel er standardiseret over det meste af verden og herpå kan man koble et utal af redskaber, der så enten mekanisk eller hydraulisk drives med energi fra traktoren. På større nyere traktorer er der desuden monteret oliepumpe og/eller kompressor, der med direkte slangeforbindelse overfører kraft eller styretryk til redskabet. Det kan f.eks. være kontrol til tiplad, vending af vendeplov, styring af gravearm eller andet, hvor tænd og sluk alene ikke er avanceret nok.

## Sikkerhed
Gennem tiden er mange mennesker omkommet eller blevet invalide fordi en sele, en løs tråd eller andet har viklet sig om et roterende kraftudtag, og personen er blevet trukket med rundt. Derfor er der i dansk lovgivning foreskrevet at aksler til kraftudtag skal være afskærmet, så man ikke kommer til skade. Selvom der er afskærmet korrekt, er det nødvendigt at være agtpågivende når man færdes i nærheden af et kraftudtag, og især rundt om de maskiner der drives af traktoren.

## Teknisk
Ældre aksler er standardiseret med en bestemt tykkelse af akslen, 21 riller i sammenføjningen og bygget til 540 rpm (omdrejninger pr. minut). Pga. behovet for mere kraft til mere avancerede maskiner er man nu begyndt på en ny type aksler, der er beregnet til 1000 rpm, og som er tykkere og kun med 20 riller.
- Wikimedia Commons har flere filer relateret til Kraftudtag